# Maikki Järnefelt
Maikki Järnefelt-Palmgren (Joensuu, 26 augustus 1871 – Turku, 4 juli 1929) was een Finse zangeres. Haar stembereik was sopraan.
Ze werd geboren in het gezin van koopman Anders Pakarinen en Elisabet Hirvonen. Haar artiestennaam is het gevolg van twee huwelijken. Van 1893 tot 1908 was ze getrouwd met dirigent/componist Armas Järnefelt. Järnefelt huwde destijds ook direct weer een zangeres Liva Edström. Maikki zelf huwde in 1910 met pianist/componist Selim Palmgren. Na haar dood huwde Palmgren ook weer een zangeres: Minna Talwik (een leerlinge van Maikki).
Ze kreeg lessen van Abraham Ojanperä in Helsinki, vervolgens van Mathilde Marchesi in Parijs en Julius Hey in Berlijn. Haar publieke debuut vond plaats in 1890 in Helsinki. Ze zong daarna op allerlei Europese podia. Daarbij zong ze niet alleen liederen, maar trad ook op in opera’s van Richard Wagner. Ze zong onder meer in Tannhäuser en Die Walküre. Samen met haar toenmalige man Armas Järnefelt probeerde ze met deze werken de opera in Helsinki van de grond te krijgen. Ze trad in 1906 op in Den Haag met het Concertgebouworkest onder leiding van Willem Mengelberg. Die keer zong ze Die Almacht van Franz Schubert. Naar aanleiding van een optreden in Rusland deelde de Russische componist César Cui desgevraagd mee haar tot de beste sopranen van haar tijd te beschouwen. Van 1921 tot 1926 verbleef ze in de Verenigde Staten aangezien haar man Palmgren les gaf aan de Eastman School of Music. Zijzelf gaf ook les en schreef twee boeken over zangkunst:
- Laulutaiteen opas (Gids tot de zangkunst, 1917)
- Jokapäiväiset lauleharjoitukset (Dagelijkse zangoefeningen, 1919).

Ze stierf in het harnas als kunstenaar. Tijdens een repetitie met haar man stortte ze in als gevolg van een beroerte.  
Ze heeft een aantal plaatopnamen gemaakt met muziek van Jean Sibelius en uiteraard ook van haar twee echtgenoten. De opnamen met muziek van en begeleid door de echtgenoten zijn ook in het compact disctijdperk te koop.
Ze was in haar eigen tijd geliefd bij het Finse volk. Haar huis in Joensuu was voorzien van een plaquette ontworpen door Veikko Jalavan. Het originele huis is in 1980 afgebroken, maar de plaquette is nog steeds te bewonderen aan de gevel van de nieuwbouw. In 1987 verscheen er een biografie over haar (in het Fins).
- Gemeinsame Normdatei: 17397399X
- International Standard Name Identifier: 0000 0000 2717 057X
- Library of Congress Control Number: n88092614
- MusicBrainz: 79a6298c-2d86-4669-a0f3-25eed5b81672
- Nationale Bibliotheek van Israël: 987010984296905171
- Virtual International Authority File: 53237548
- WorldCat: E39PBJwXbvm7C8Ckyf96Xmrg8C